# 26 Mártires de Daimiel
Los 26 mártires de Daimiel, también llamados mártires pasionistas de Daimiel, fueron un grupo de sacerdotes y religiosos de la Congregación Pasionista española, asesinados durante la guerra civil española en el monasterio de Daimiel, en la provincia de Ciudad Real, II República Española, víctimas de la violencia anticlerical. 
Fueron beatificados por el papa Juan Pablo II el 1 de octubre de 1989 y su fiesta litúrgica colectiva se celebra el 24 de julio.

## Martirio
A las 11:30 de la noche del 21 de julio de 1936 un grupo de anarquistas armados rodeó el monasterio pasionista del Cristo de la Luz de Daimiel y obligaron a los pasionistas a salir. El padre provincial, Nicéforo de Jesús y María, reunió a la comunidad en la iglesia y después les absolvió de sus pecados y les dio la Comunión. Los pasionistas fueron obligados a salir del monasterio y los hombres armados les condujeron hacia el cementerio local.
El día siguiente, el 23 de julio, el padre Nicéforo y cuatro religiosos más fueron fusilados en la cercana población de Manzanares. Otros siete sobrevivieron, pero tres meses más tarde serían asesinados. Nueve más fueron enviados en un tren a Ciudad Real, donde fueron encarcelados y acusados por ser religiosos. Después se les llevó por las calles recibiendo burlas y siendo apedreados por la multitud. Fueron asesinados y enterrados en una fosa común.
Otros diez pasionistas intentaron ir hacia Madrid en tren o caminando. Estos, en la estación de Urda fueron forzados a bajar del tren y en la mañana del 25 de julio asesinados a tiros. Dos más, Juan Pedro de San Antonio y Pablo María de San José lograron llegar caminando a Carrión de Calatrava, en Ciudad Real, donde se escondieron durante dos meses. Fueron descubiertos y fusilados, posteriormente.

## Lista de asesinados
Los veintiséis religiosos pasionistas asesinados fueron:
- Nicéforo de Jesús y María (Vicente Díez Tejerina), superior provincial, que ya había sufrido previamente persecución y destierro en México, nacido el 17 de febrero de 1893 en Herreruela de Castillería, Palencia, murió el 23 de julio de 1936 en Manzanares, Ciudad Real.
- Germán de Jesús y María (Manuel Pérez Jiménez), superior de la comunidad, nacido el 7 de septiembre de 1898 en Cornago, La Rioja, murió el 23 de julio de 1936 en Carabanchel Bajo, Madrid.
- Juan Pedro de San Antonio (José María Bengoa Aranguren), que había sufrido también persecución por la fe en México; nacido el 19 de junio de 1890 en Santa Águeda de Gesalibar, Guipúzcoa, murió el 25 de septiembre de 1936 en Carrión de Calatrava, Ciudad Real.
- Felipe del Niño Jesús (Felipe Valcobado Granado), nacido el 26 de mayo de 1874 en San Martín de Rubiales, Burgos, murió el 23 de julio de 1936 en Carabanchel Bajo, Madrid.
- Ildefonso de la Cruz (Anatolio García Nozal), nacido el 15 de marzo de 1898 en Becerril del Carpio, Palencia, murió el 23 de octubre de 1936 en Manzanares, Ciudad Real.
- Pedro del Corazón de Jesús (Pedro Largo Redondo), nacido el 19 de mayo de 1907 en Alba de los Cardaños, Palencia, murió el 25 de julio de 1936 en Urda, Toledo.
- Justiniano de San Gabriel de la Dolorosa (Justiniano Cuesta Redondo), nacido el 19 de agosto de 1910 en Alba de los Cardaños, Palencia, murió el 23 de octubre de 1936 en Manzanares, Ciudad Real.
- Pablo María de San José (Pedro Leoz Portillo), nacido el 17 de febrero de 1882 en Leoz, Navarra, murió el 25 de septiembre de 1936 en Ciudad Real.
- Benito de la Virgen de Villar (Benito Solana Ruiz), nacido el 17 de febrero de 1882 en Cintruénigo, Navarra, murió el 25 de julio de 1936 en Urda, Toledo.
- Anacario de la Inmaculada (Anacario Benito Nozal), nacido el 23 de septiembre de 1906 en Becerril del Carpio, Palencia, murió el 23 de julio de 1936 en Carabanchel Bajo, Madrid.
- Felipe de San Miguel (Felipe Ruiz Fraile), nacido el 6 de marzo de 1915 en Quintanilla de la Berzosa, Palencia, murió el 23 de julio de 1936 en Carabanchel Bajo, Madrid.
- Eufrasio del Amor Misericordioso (Eufrasio de Celis Santos), nacido el 13 de marzo de 1913 en Salinas de Pisuerga, Palencia, murió el 23 de octubre de 1936 en Manzanares, Ciudad Real.
- Maurilio del Niño Jesús (Maurilio Macho Rodríguez), nacido el 15 de marzo de 1915 en Villafría de la Peña, Palencia, murió el 23 de julio de 1936 en Carabanchel Bajo, Madrid.
- Tomás del Santísimo Sacramento (Tomás Cuartero Gascón), nacido el 22 de febrero de 1915 en Tabuenca, Zaragoza, murió el 23 de octubre de 1936 en Manzanares, Ciudad Real.
- José María de Jesús y María (José María Cuartero Gascón), nacido el 24 de abril de 1918 en Tabuenca, Zaragoza, murió el 23 de octubre de 1936 en Manzanares, Ciudad Real.
- José de los Sagrados Corazones, (José Estalayo García), nacido el 17 de marzo de 1915 en San Martín de Perapertú, Palencia, murió el 23 de julio de 1936 en Manzanares, Ciudad Real.
- José de Jesús y María (José Osés Sáinz), nacido el 29 de abril de 1915 en Peralta, Navarra, murió el 23 de julio de 1936 en Carabanchel Bajo, Madrid.
- Julio del Corazón de Jesús, (Julio Mediavilla Consejero), nacido el 7 de mayo de 1915 en La Lastra, Palencia, murió el 23 de julio de 1936 en Carabanchel Bajo, Madrid.
- Félix de las Cinco Heridas (Félix Ugalde Irurzun), nacido el 6 de noviembre de 1915 en Mendigorría, Navarra, murió el 25 de septiembre de 1936 en Urda, Toledo.
- José María de Jesús Agonizante (José María Ruiz Martínez), nacido el 3 de febrero de 1916 en Puente la Reina, Navarra, murió el 23 de julio de 1936 en Carabanchel Bajo, Madrid.
- Fulgencio del Corazón de María (Fulgencio Calvo Sánchez), nacido el 12 de mayo de 1916 en Cubillo de Ojeda, Palencia, murió el 23 de julio de 1936 en Manzanares, Ciudad Real.
- Honorino de Nuestra Señora de los Dolores (Honorio Carracedo Ramos), nacido el 21 de abril de 1916 en La Lastra, Palencia, murió el 23 de octubre de 1936 en Manzanares, Ciudad Real.
- Laurino de Jesús Crucificado (Laurino Proaño Cuesta), nacido el 14 de abril de 1916 en Villafría de la Peña, Palencia, murió el 23 de julio de 1936 en Carabanchel Bajo, Madrid.
- Epifanio de San Miguel (Epifanio Sierra Conde), nacido el 12 de mayo de 1916 en San Martín de los Herreros, Palencia, murió el 23 de julio de 1936 en Manzanares, Ciudad Real.
- Abilio de la Cruz (Abilio Ramos y Ramos), nacido el 22 de febrero de 1917 en Resoba, Palencia, murió el 23 de julio de 1936 en Manzanares, Ciudad Real.
- Zacarías del Santísimo Sacramento (Zacarías Fernández Crespo), nacido el 24 de mayo de 1917 en Cintruénigo, Navarra, murió el 23 de julio de 1936 en Manzanares, Ciudad Real.[6]

La mayoría de los pasionistas asesinados eran jóvenes estudiantes, dieciséis de ellos con edades entre los dieciocho y veintiún años.

## Beatificación
La causa para la canonización de los mártires pasionistas de Daimiel fue abierta en 1984. Fueron declarados venerables el 28 de noviembre de 1988 y luego beatificados por el papa Juan Pablo II el 1 de octubre de 1989, en la Basílica de San Pedro, en Roma. 
Las reliquias de los beatos se conservan en la cripta del monasterio del Cristo de la Luz en Daimiel, donde se les rinde culto. Su memoria litúrgica se celebra anualmente el 24 de julio.